# Seksenler
Seksenler (deutsch Die Achtziger) ist eine romantische Sitcom der türkischen Mint Prodüksiyon, die vom 24. Januar 2012 bis 27. Mai 2017 auf dem Fernsehsender TRT 1 ausgestrahlt wurde. Serienschöpfer Birol Güven kündigte zwei Jahren nach Serienende auf Twitter eine Fortsetzung an, die dann bis 10. Juni 2022 lief. Die Serie zeigt den Wandel in der Türkei seit den 1980er Jahren am Beispiel mehrerer Familien, darunter die fünfköpfige Familie Özdemir. Im Mittelpunkt steht der Alltag mit all seinen Probleme und wie die Menschen diese bewältigen konnten.